# NGC 5669
NGC 5669 este o galaxie spirală situată în constelația Boarul. A fost descoperită în 19 martie 1784 de către William Herschel. Se află la o distanță de 16,14 megaparseci de Pământ.